# Physalis greenmanii
Physalis greenmanii ist eine Pflanzenart aus der Gattung der Blasenkirschen (Physalis) in der Familie der Nachtschattengewächse (Solanaceae), die ausschließlich in Mexiko vorkommt.

## Beschreibung
Physalis greenmanii ist eine krautige Pflanze, die Wuchshöhen von 1 bis 2 m erreicht. Die Pflanze ist mit 1 bis 3 mm langen, gelenkigen Trichomen behaart. Die Laubblätter sind eiförmig, nach vorn zugespitzt bis halbmondförmig-zugespitzt, an der Basis herzförmig und ganzrandig. Die größeren Blätter sind 6 bis 10 cm lang und 3,5 bis 6,5 cm breit. Der Blattstiel ist 1,3 bis 5 cm lang.
Die Blüten stehen an 5 bis 10 mm langen Blütenstielen. Der Kelch ist zur Blütezeit 8 bis 10 mm lang und an der Basis der Kelchzipfel 7 mm breit. Die Kelchzipfel sind eiförmig bis eiförmig lanzettlich, zugespitzt und 5 bis 7 mm lang. Die Krone ist gefleckt, misst 10 bis 14 mm in der Länge und 15 bis 18 mm im Durchmesser. Die Staubbeutel sind violett und 3 bis 4 mm lang. Die Staubfäden sind fadenförmig.
Zur Fruchtreife vergrößert sich der Kelch auf eine Länge von 25 bis 40 mm und einen Durchmesser von 25 bis 30 mm. Der Querschnitt des Kelches ist fünfeckig, die Kelchzipfel sind lang zugespitzt. Der Stiel ist an der Frucht 7 bis 10 mm lang. Die Beere hat einen Durchmesser von 10 bis 12 mm.